# Ángel Seifart
Angel Roberto Seifart (Assunção, 12 de setembro de 1941 - Assunção, 2 de julho de 2018) foi um político paraguaio pertencente ao Partido Colorado. 

## Carreira
Seifart atuou como juiz durante a era Stroessner. Mais tarde, foi ministro da Educação no governo militar de Andrés Rodríguez (1989-1993), vice-presidente eleito do Paraguai na chapa de Juan Carlos Wasmosy para o período entre 1993 e 1998, e ministro no gabinete Raúl Cubas Grau. 
Morreu em 2 de julho de 2018, aos 76 anos.